# Grellenberg
Grellenberg ist ein Ortsteil der Stadt Grimmen im Landkreis Vorpommern-Rügen in Mecklenburg-Vorpommern.

## Lage
Grellenberg liegt westlich des Stadtzentrums. Nördlich fließt die Trebel in West-Ost-Richtung an dem Ortsteil vorbei. Südöstlich liegt der weitere Ortsteil Hohenwieden, südwestlich der Ortsteil Bassin der Gemeinde Wendisch Baggendorf.

## Geschichte
Grellenberg wurde 1307 erstmals urkundlich erwähnt und befand sich im Besitz der Familie von der Lancken. Im 15. Jahrhundert war der Ort im Lehnsbesitz des Claus Metzkow und fiel mit dessen Tod an den pommerschen Herzog zurück. 1483 belehnte Herzog Bogislaw X. seinen Vogt Claus Schwerin, gegen Zahlung von 250 Rheinischen Gulden, mit Hof und Dorf Grellenberg, Bassin, Jessin, Borgstede sowie Bakevisse und Lugendorp. Claus Schwerin begründete die Grellenberger Linie derer von Schwerin. 1487 wurde das Lehen zur Gesamthand auf seine Brüder und Vettern erweitert. 1711 kam Grellenberg an Joachim (Johann) Heinrich, verheiratet mit Joh. Elisabeth von Horn, aus der Stolper Linie der Familie von Schwerin. Sein Sohn Erdmann Friedrich von Schwerin verkaufte Grellenberg und Leyerhof 1741 an seinen Schwager Joachim Dietrich von Schmalensee (1689–1753). Er war schwedischer Hauptmann und mit Dorothea Elisabeth von Schwerin liiert. Aus Grellenberg stammen auch die späteren Generäle Dietrich Karl Ludwig von Schmalensee und Ludwig Dietrich Karl von Schmalensee, sie wurden hier geboren. Sie waren die Söhne des Cordt Friedrich von Schmalensee, verstorben 1813, Gutsherr auf Grellenberg und Landdrost.
In den folgenden Jahrzehnten wechselten die Eigentümer vergleichsweise oft: Ab 1802 war es die Familie von Vahl, anschließend die Familie von Bilow, ab 1852 die Familie Hecht, die es Anfang des 19. Jahrhunderts an einen Julius Peters weitergab. Von ihm gelangte Grellenberg ab 1907 an die Familie Holsten. Laut Güteradressbuch Pommern von 1914 war wieder die Familie Peters Eigentümer, das Gut beinhaltete damals gesamt 372 ha.
1930 ließ Familie Holsten ein (neues) Gutshaus errichten. Es handelte sich um einen zweigeschossigen, achtachsigen Putzbau mit Walmdach. Die Familie Richard Holsten, Besitzer des 373 ha Gutes mit dem Stand von 1939, wurde nach dem Ende des Zweiten Weltkrieges enteignet. Aus dem Jahr 1975 ist bekannt, dass dort neun Wohnungen sowie eine Verkaufsstelle eingerichtet waren. Das Gebäude soll sich jedoch bereits in einem sanierungsbedürftigen Zustand befunden haben. Es stand bis 2012 unter Denkmalschutz und ist im 21. Jahrhundert lediglich noch eine Ruine, der Park verwildert.

## Wirtschaft, Verkehr und Infrastruktur
Der größte Arbeitgeber im Dorf ist ein Geflügelhof. Außerdem existiert ein Pferdehof. Der Ort ist über die Grellenberger Straße, die nach Osten verläuft, mit dem Stadtzentrum von Grimmen verbunden. Dort, in rund vier Kilometern Entfernung, befindet sich mit dem Bahnhof Grimmen auch der nächstgelegene Bahnanschluss. Er ist über die Buslinie 317 des ÖPNVs erreichbar. Nach Süden stellt die Straße Grellenberg-Ausbau eine Verbindung zur Landstraße 19 her.

## Persönlichkeiten
- Käthe Hecht (1874–1946), geboren in Grellenberg, Tierfotografin, lebte ab 1910 für einige Zeit in Ostafrika auf der Farm ihres Bruders, 1915–1919 Röntgenschwester, in: Deutsche Fotothek